# Абдель Халім Алі
Абдель Халім Алі (араб. عبد الحليم علي, нар. 24 жовтня 1973, Гіза) — єгипетський футболіст, що грав на позиції нападника за клуб «Замалек» та національну збірну Єгипту, у складі якої — володар Кубка африканських націй. По завершенні ігрової кар'єри — тренер.

## Клубна кар'єра
У дорослому футболі дебютував 1993 року виступами за команду «Ель-Шаркія Лельдохан», в якій провів шість сезонів. 
1999 року перейшов до «Замалека», за який відіграв десять сезонів. Більшість часу, проведеного у складі каїрського «Замалека», був основним гравцем атакувальної ланки команди і одним з її головних бомбардирів, маючи середню результативність на рівні 0,4 гола за гру першості. Тричі вигравав у складі «Замалека» першість Єгипту, а 2002 року виграв Лігу чемпіонів КАФ, а 2009 року завершив ігрову кар'єру.

## Виступи за збірну
1999 року дебютував в офіційних матчах у складі національної збірної Єгипту.
У складі збірної був учасником Кубка африканських націй 2000 в Малі, Кубка африканських націй 2004 в Тунісі, а також домашнього і переможного для єгиптян Кубка африканських націй 2006.
Загалом протягом кар'єри у національній команді, яка тривала 8 років, провів у її формі 42 матчі, забивши 10 голів.

## Кар'єра тренера
Завершивши виступи на футбольному полі 2009 року, залишився в «Замалеку», ставши асистентом його головного тренера. Працював на цій посаді до 2011 року, а також пізніше у 2013–2014 та 2016–2017 роках.
Протягом 2011–2013 років асистував головному тренеру «Аль-Іттіхада» (Александрія).

## Титули і досягнення
- Чемпіон Єгипту (3):

«Замалек»: 2000-01, 2002-03, 2003-04
- Володар Кубка Єгипту (3):

«Замалек»: 1999-00, 2000-01, 2007-08
- Переможець Ліги чемпіонів КАФ (1):

«Замалек»: 2002
- Володар Суперкубка КАФ (1):

«Замалек»: 2002
- Володар Кубка африканських націй (1):

2006